# Dorchester (Dorset)
Dorchester (pronunciat /ˈdɔːrtʃɛstər/) és un municipi del Regne Unit, que pertany al comtat de Dorset, al sud d'Anglaterra. És també la capital del comtat. A Dorchester va néixer l'escriptor Thomas Hardy, que va ambientar la seva novel·la The Mayor of Casterbridge en aquesta ciutat. La seva història és molt antiga, els romans la van anomenar Durnovaria. Té la peculiaritat que el duc de Cornualla ha participat i participa en el seu disseny urbanístic, ja que limita amb les seves terres.

## Geografia

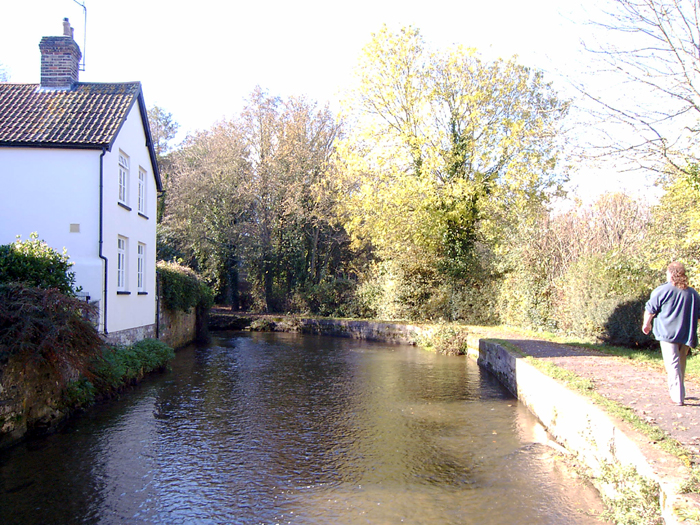
El riu Frome passant per Dorchester.

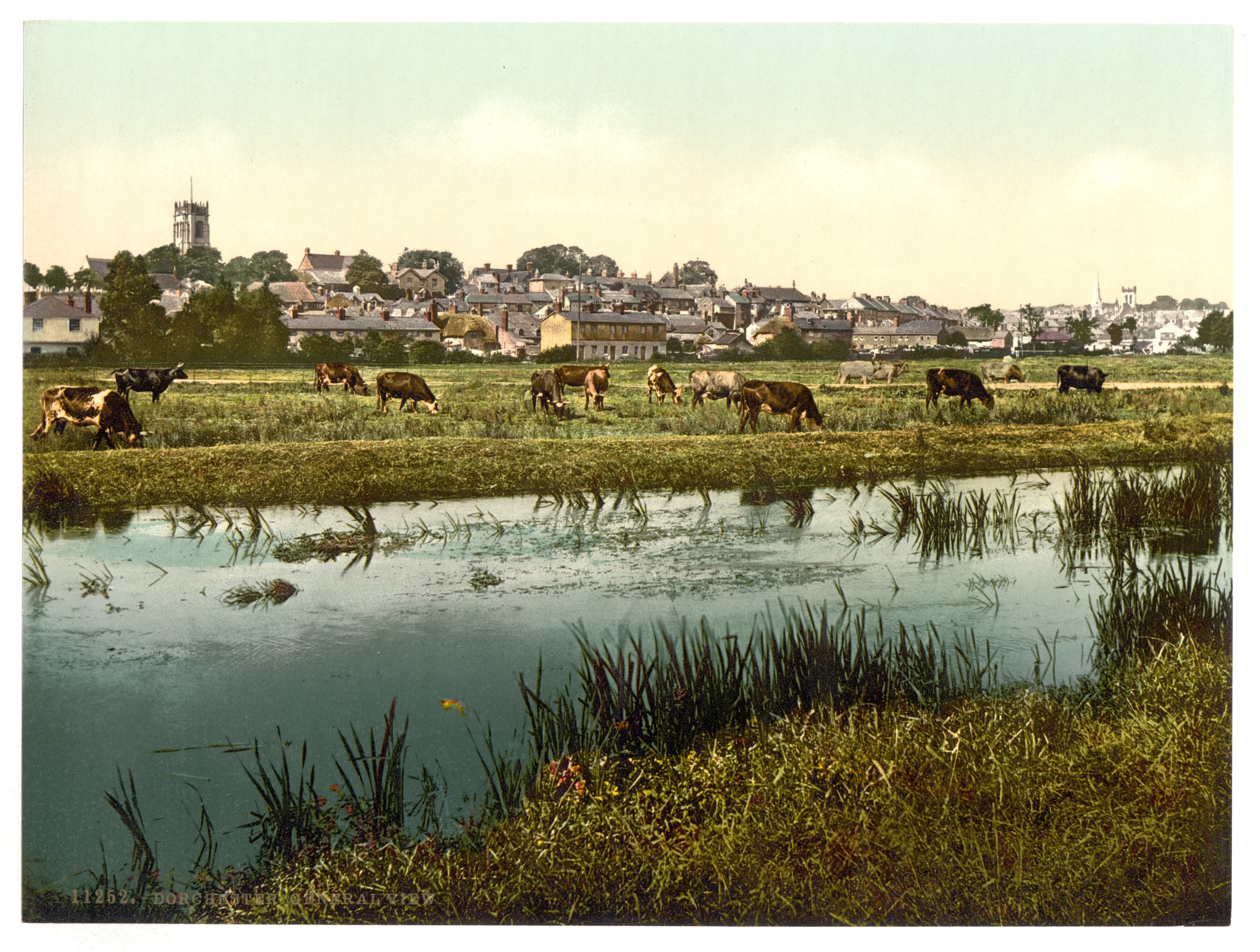
La ciutat i el seu entorn.

Dorchester està a la vora del Frome, en la vall que fa aquest riu en baixar al sud d'una zona de turons calcaris, els Dorset Downs, i al nord dels Purbeck Hills, la serralada que separa aquesta ciutat de Weymouth, a 7 milles (11 km) al sud.
La zona urbanitzada s'estén al sud, oest i sud-est del centre; al nord i nord-est estan la plana adjacent al riu i els camps de conreu. Té una elevació d'entre 55 a 80 msnm. Les terres immediatament al sud i oest de la ciutat són part d'una zona declarada d'interès per la seva bellesa natural.
Geològicament el terme municipal de Dorchester està ocupat per una roca mare que es va formar en l'estatge coniacià, santonià i sampanià del període Cretaci que, en alguns llocs està sobreposada per depòsits més recents del Quaternari. Aquesta roca mare és creta mentre que els dipòsits consisteixen en una capa d'argila amb pedrenyals a l'extrem oest de la ciutat, al·luvions a la vora del riu, i algunes franges estretes de dipòsits que han format febles estrats per solifluxió que es poden observar sobretot a nord-est i sud-oest però també per altres llocs.

## Història
Prehistòria i antigutat
Dorchester ha estat habitat des del 4000 aC. Els primers assentaments en el territori municipal de Dorchester es troben a unes 2 milles (3,2 km) al sud-oest de la ciutat, l'anomenat Maiden Castle, potser dit així perquè semblava inexpugnable. Es tracta d'un gran poblat de l'edat de ferro dalt d'un turó. És probable que els durotriges fossin una de les tribus que hi va estar aquí abans de l'arribada dels romans l'any 43 dC. Al nord de la ciutat està Poundbury Hill, una altra fortificació preromana.

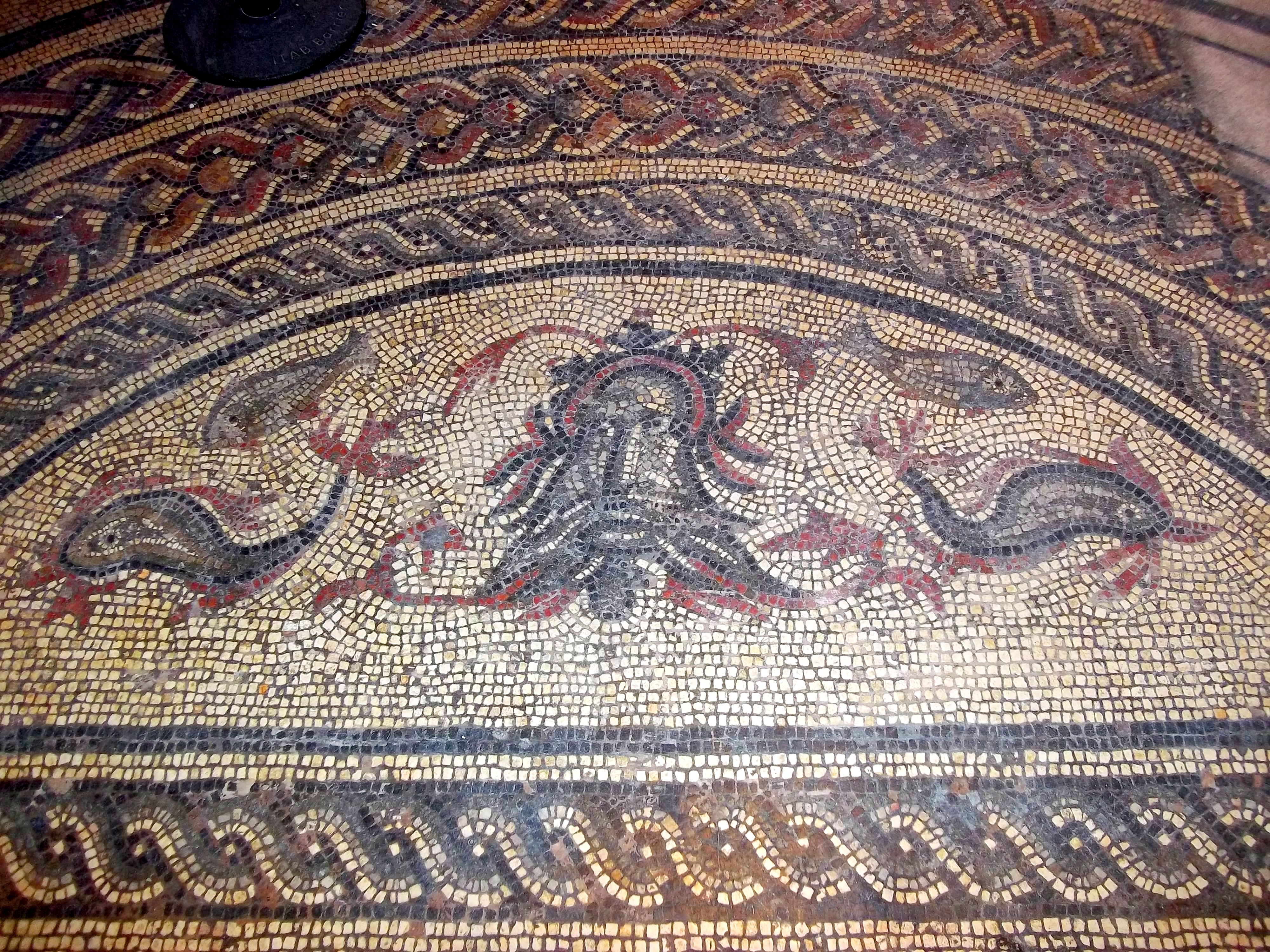
Mosaic d'època romana a Dorchester

Vers l'any 70 els romans van derrotar les tribus locals i van establir un campament que van anomenar Duronvaria i que més endavant esdevindria una ciutat. La paraula Duronvaria deriva d'una paraula celta durn que empraven els britons amb el significat de «puny» i que alguns interpreten com «la ciutat on els còdols són grossos com el puny». Sembla que la paraula durotriges també deriva del mateix mot. Durnovaria apareix en l'Itinerari d'Antoní i està assenyalada com a ciutat amb mercat amb mansio per a viatgers i una de les capitals dels durotriges.
Encara es poden veure parts de l'antiga muralla romana, encara que la majoria han estat substituïdes per passeigs anomenats The Walks. Entre altres restes romanes hi ha els fonaments d'una casa a prop de l'ajuntament. El 1936 s'hi van trobar 22.000 monedes del segle iii al carrer South Street. Al museu del comtat hi ha força objectes trobats de l'època romana. També van construir un aqüeducte de 13 km per subministrar aigua a Dorchester. A prop del centre de la ciutat està Maumbury Rings, una antiga estructura circular (henge) que els romans van transformar en un amfiteatre.
Al segle ix l'escriptor gal·lès, esmenta aquesta ciutat, però escriu el nom amb la forma Durngueir. Se sap que després de la marxa dels romans el cementiri es va continuar fent servir i s'ha suggerit que podria haver esdevingut el centre del subregne de Dumnònia.
Època medieval

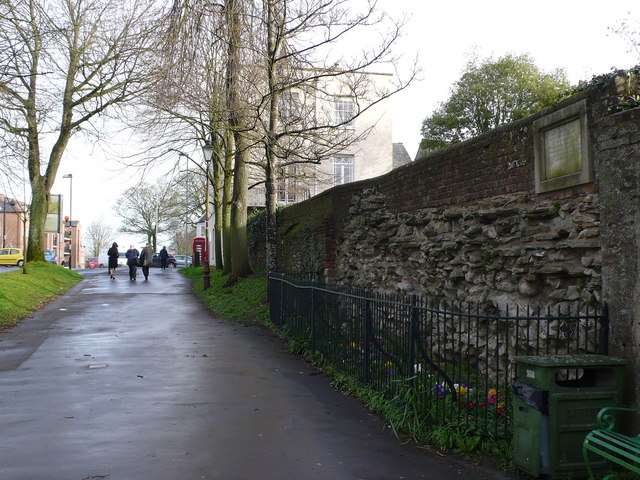
Restes de la muralla romana.

Cap a l'any 864 els anglosaxons dominaven la regió i van anomenar aquesta ciutat Dornwaraceaster o Dornwaracester, una combinació del terme celta dorn i el llatí castra.
Els normands hi van construir un castell, que no s'ha conservat. El 1364 es va fundar un monestir, del qual tampoc hi ha restes. A finals de l'edat mitjana Dorchester va recuperar la prosperitat que havia tingut i va ser un centre del mercat tèxtil al sud d'Anglaterra fins al segle xvii.
Des de l'era moderna
Durant els segles xvii i xviii Dorchester va patir incendis; el del 1613 va ser causat per un dipòsit de sèu que estava guardat per fer espelmes es va escalfar massa i va entrar en flames; el del 1622 va començar en una malteria; el 1725 l'origen va ser una fàbrica de cervesa; i el 1775 va ser en una fabrica de sabó. El foc del 1613 va ser el més devastador i al final van resultar 300 cases destruïdes més dues esglésies, la de Tots els Sants i la de la Sagrada Trinitat. Només uns pocs dels antics edificis han sobreviscut fins als nostres dies, entre aquests estan: el Judge Jeffreys (actualment un restaurant) i una casa de caritat de l'època Tudor.
Durant el segle xvii molts puritans que havien decidit emigrar a Amèrica es van aplegar a Dorchester. El rector John White va organitzar el grup de colons que fundarien la ciutat de Dorchester (Massachusetts), actualment un districte de Boston. El 1642, poc abans de començar la guerra civil anglesa, un capellà catòlic anomenat Hugh Green, va ser executat i després els puritans van jugar a futbol amb el seu cap. La ciutat va ser fermament defensada contra els atacs dels reialistes durant la guerra.
El 1685 James Scott duc de Monmouth va fracassar en la seva revolta i gairebé 300 dels seus partidaris van ser condemnats a mort en el que es va dir "els judicis de sang" presidits per George Jeffreys en el saló de roure de l'hotel Antelope' de Dorchester.
El 1833, un grup de treballadors de la veïna Tolpuddle van fundar la Societat d'Amics dels Pagesos amb fins benèfics, però algunes persones malfiaven d'ells i, encara que les unions sindicals estaven legalitzades els van acusar d'haver fet un jurament secret davant. El judici es va fer al tribunal de Dorchester i van ser condemnats a ser deportats cap a Austràlia i des de llavors se'ls coneix amb el nom de els màrtirs de Tolpuddle.

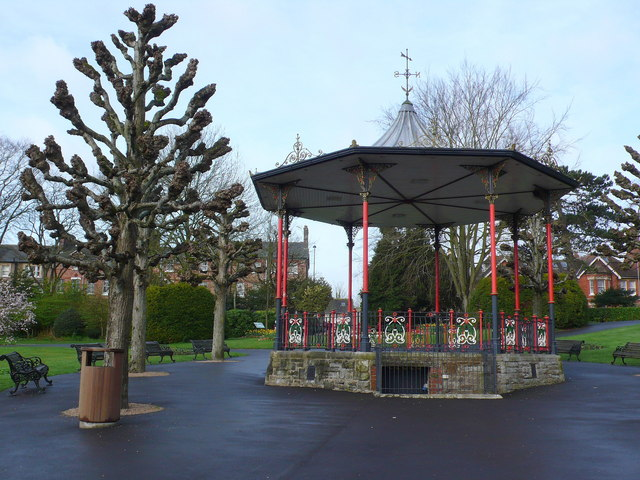
Borough Gardens

La ciutat de Dorchester s'estava quedant encaixada dins els límits de la seva muralla i sense possibilitat d'ampliació perquè els territoris adjacents a l'oest el sud i l'oest eren propietat del duc de Cornualla. Les propietats del ducat inclouen un barri de Dorchester anomenat Fordington. Les necessitats de la ciutat, però, han obligat de vegades a traspassar els límits i ocupar part del territori del comtat: el 1794 s'hi van construir el campament militar Marabout Barracks, al nord del camí Bridport Road; el 1835 es va fer l'edifici de la Union Workhouse al nord del camí Damer's Road; el 1847 es van prendre terrenys per construir l'estació de ferrocarril de la companyia Southampton and Dorchester Railway a l'est de l'avinguda Weymouth; el 1857, al sud de Damer's Road es va fer una altra estació per la companyia Great Western Railway; el 1854 es va fer una canalització per portar aigua a la ciutat, que passava al costat nord de la carretera Bridport Road; el 1856 va ser per fer un cementiri entre la via del ferrocarril i l'avinguda Weymouth, i el 1860 per fer l'oficina de policia del comtat, situada entre l'avinguda Weymouth i el nord de Maumbury Rings.
Les terres del ducat es van explotar per l'agricultura i la ramaderia mitjançant un sistema de tipus feudal, el sistema de camp obert, fins al 1876 quan es van designar tres arrendataris un per a cada partició de la finca. Això va coincidir amb un seguit de canvis que van ser unes millores clau per Dorchester: el 1876 es van permetre les visites al fortí de Poundbury, el 1876 es va fer donació del camp on es fan les fires,el 1880 un camp per a jocs anomenat el Recreation Ground, el 1881 l'espai per fer la fàbrica de cervesa Eldridge Pope Brewery; el 1892 es va donar Salisbury Fieldper a usos públics i la comunitat va comprar al ducat uns terrenys per fer uns jardins públics Borough Gardens. El rellotge i la glorieta per a músics es van afegir el 1898. Després es van aconseguir terres a l'altra banda de les muralles per construir habitatges: entre els Borough Gardens i la línia Great Western Railway el 1876 i una nova ampliació el 1880. Un altre pla parcial dissenyat el 1896 es va adquirir la propietat Victoria Park i les obres es van iniciar l'any següent. Els llimoners de l'avinguda de la Reina es van plantar el febrer del 1897.
Poundbury és l'extensió a l'oest de la ciutat, es va construir el 1993 seguint el disseny urbà proposat pel duc de Cornualla. S'havia de portar a terme en quatre fases en 25 anys de termini: inclouria 2.500 habitatges per encabir unes 6.000 persones, a més d'una estació de bombers.
Dorchester participa en la xarxa de pobles en transició, que es preparen per afrontar el problema del canvi climàtic i l'inevitable declivi del petroli com a matèria primera i font d'energia (pic petrolier).

## Demografia
En el cens del 2011 Dorchester tenia 8.996 habitatges, 8.449 llars i una població de 19.060 residents, el 48.35% homes i el 51.65% dones. El 17% dels habitants eren menors de 16 anys (una mica menor a la mitjana d'Anglaterra que és del 18,9%), el 22,4% tenien 65 anys o més (més que a la resta del país on són el 16,4%).

## Economia

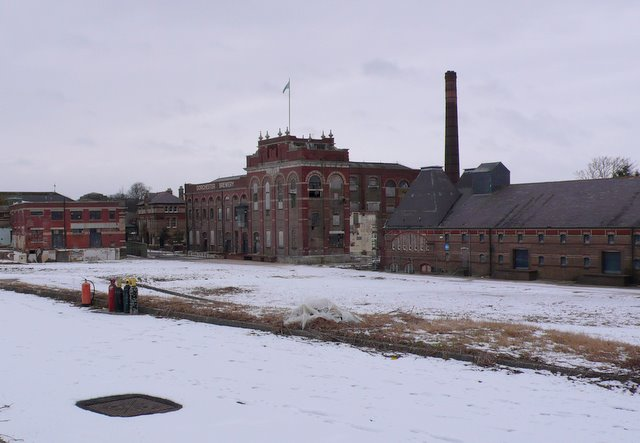
Brewry Square

El 2012 hi havia 17.500 persones treballant a Dorchester, el 51% dels quals ho fan a jornada completa. El 57% dels llocs de treball són dins de l'administració pública, educació i salut, 18% són treballadors autònoms o relacionats amb el comerç (inclosos finances o ICT), el 17% en el sector de transports, hostaleria i restauració, el 4% són del sector primari i el 2% a la construcció. La població en atur el juliol del 2014 són el 0.9% dels residents entre 16–64 anys.
Dorchester té sis polígons industrials: The Grove Trading Estate (7,1 hectàrees), Poundbury Trading Estate (5 ha), Marabout Barracks (2 ha), Great Western Centre (1,4 ha), Railway Triangle (1,4 ha) i Casterbridge Industrial Estate (1,1 ha). Les empreses i entitats on treballa més gent són: AEA Technology, BAeSEMA Ltd, Dorset County Council, Goulds Ltd, Henry Ling Ltd, Kingston Maurward College, Tesco, West Dorset District Council, Dorset County Hospital NHS Foundation Trust i el Winterbourne Hospital.
El 2008 es va creat el BID (Business Improvement District), una entitat per millorar i promocionar els negocis en aquesta ciutat.
Les empreses de venda de queviures han fet estudis de mercat i, segons estimacions fetes el 2001, la població de referència a Dorchester és de 38.500 possibles clients i s'estén a vuit milles a l'oest, nord i est de la ciutat, i dues milles al sud. El 2012 va quedar enllestida una zona d'esbarjo anomenada Brewery Square (una àrea de 71,000 m²) on s'apleguen petits negocis, bars, restaurants, hotels, cinemes i altres negocis relacionats amb el lleure.

## Agermanaments
Dorchester té relacions d'agermanament amb:
- Bayeux (França) des del 1959, ja que el regiment de Dorset va ser el primer grup de soldats aliats que van entrar a la ciutat el 1944 com a final de la Segona Guerra Mundial.[50][51]
- Lübbecke (Alemanya) des del 1973, el principal motiu per la relació amb la Durnovaria Silver Band que van coincidir amb la banda de la Lübbecker Schützenmusik Corps a Bayeux el 1968 durant la festa de l'agermanament.
- Holbæk (Dinamarca) des del 1992, per una afició comuna pel teatre : els actors duna i altra ciutat intercanvien paper en les respectives obres.[27]

## Museus

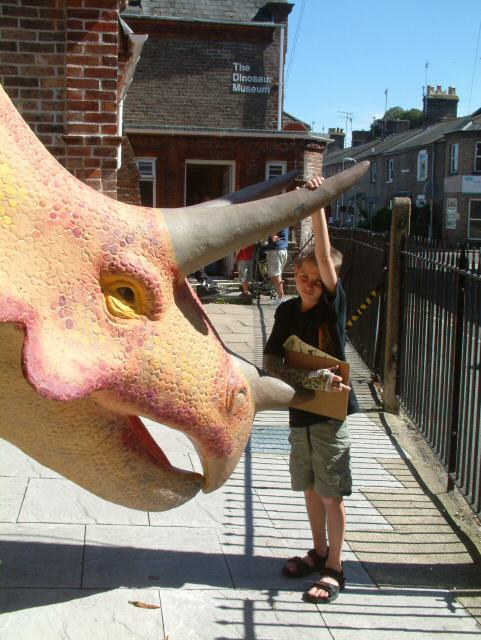
Museu dels dinosaures

- Museu de la ciutat romana
- Museu dels dinosaures
- Museu dels guerrers de terracotta
- Museu de l'osset Teddy
- Museu militar
- Museu del comtat
- Exposició de Tutankhamon

## Edificis d'interès

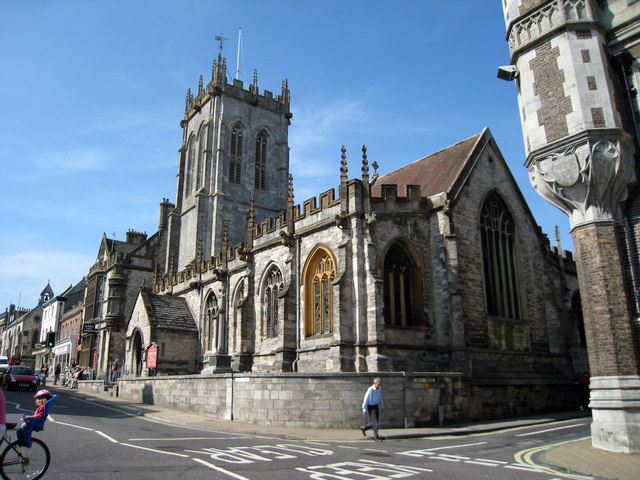
Església de St Peter

Dorchester té 293 edificis catalogats com a patrimoni històric nacional, cinc dels quals són de grau I i setze de grau II. Els de grau I són:
- L'església de St George, del segle xi amb parts del xii, que té una portalada amb un relleu que descriu el miracle de la seva aparició durant la batalla d'Antioquia
- L'església de St Peter, que data principalment del 1420–21 amb un presbiteri afegit el 1856 obra de Thomas Hardy.
- Max Gate, una casa d'estil reina Anna, on va viure Thomas Hardy.
- La casa romana del Northernhay, que conserva part de l'hipocaust i dels mosaics del terra.
- Shire Hall, aquest edifici del comtat fou dissenyat per Thomas Hardwick i construït en pedra pedra de Portland el 1797.